# Sam Butera

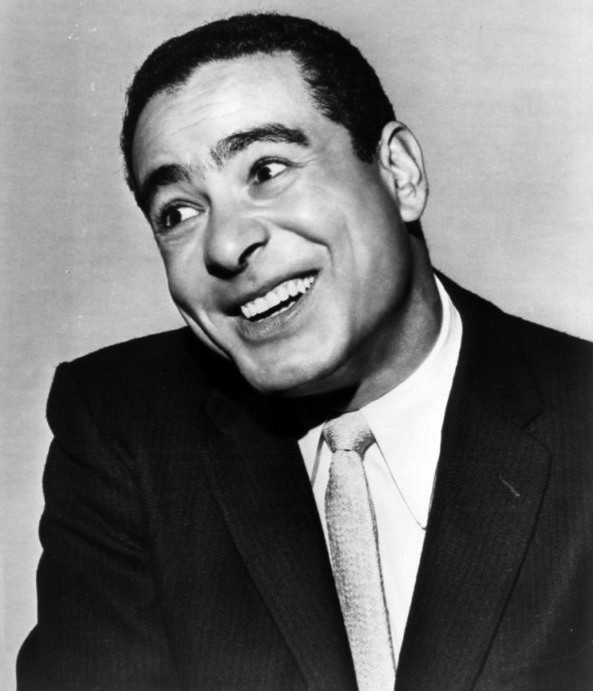
Sam Butera

Sam Butera (* 17. August 1927 in New Orleans, Louisiana; † 3. Juni 2009 in Las Vegas, Nevada) war ein US-amerikanischer Tenorsaxophonist und Arrangeur.
Im Alter von 18 Jahren wurde er im Rahmen eines Wettbewerbs, der in der Carnegie Hall in New York City stattfand, zu einem der herausragenden Teenager-Musiker der USA gewählt. 1954 wurde er vom Gesangsduo Louis Prima und Keely Smith nach Las Vegas engagiert, deren Begleitband er leitete. In dieser Zeit sind viele der bekanntesten Aufnahmen von „Sam Butera & The Witnesses“ entstanden. Sam Butera arbeitete auch mit Frank Sinatra und Sammy Davis Jr. zusammen. Er gab bis zuletzt Konzerte, unter anderem in Las Vegas. Dort wurde er 1999 in die „Las Vegas Hall of Fame“ aufgenommen. Im selben Jahr war Sam Butera häufig Gaststar bei Konzerten von Van Morrison. Es folgte eine weitere Zusammenarbeit im Jahr 2003, die Sam Butera auch nach England und Deutschland führte.